# مسجد امام حسین (باکو)
مسجد امام حسین (به ترکی آذربایجانی: İmam Hüseyn məscidi) در حومهٔ «یاسامال» باکو قرار دارد.

## تاریخچه
مسجد در سال ۱۸۹۰ از سوی یک خیّر به نام «حاج حاجی‌بابا» ساخته شد. از اینکه پس از انقلاب روسیه آذربایجان نیز ضمیمهٔ شوروی سابق گردید، مسجد برای مدتی تعطیل شد؛ ولی بعداً باز هم باز شده و پس از فروپاشی شوروی و استقلال جمهوری آذربایجان تحت بازسازی و مرمت همه‌جنابه‌ای قرار گرفت.
در حال حاضر، مسجد امام حسین دارای اجتماع مذهبی ثبت شده توسط دولت آذربایجان می‌باشد.